# 釋永由紀夫
釋永 由紀夫（しゃくなが ゆきお、1954年 - ）は、日本の陶芸家。

## 略歴
越中瀬戸焼の陶芸家で、富山県中新川郡立山町上末に工房を構える。京都で個展を開いた時にスティーブ・ジョブズ夫妻が訪れ、以来彼の作品を好んで購入していたことで話題となった。祖父の釋永庄次郎は明治以降、瓦業へ移った越中瀬戸の地を憂い有志と共に昭和の初め越中瀬戸焼を復興させ、石黒宗麿（新湊出身、後に人間国宝）等を招き技術向上を図った。また翁久允などと交わった。釋永由紀夫は備前金重素山に師事して茶陶を学び、朝鮮半島の窯を尋ね、また林屋晴三の教示を受ける。上末の土の悉皆調査や低・無農薬の樹等から陶土の選択と釉薬の調合などを行っている。近年は立山町若手陶芸家集団｢かなくれ会｣の指導にあたっている。欧州を舞台にする陶芸家釈永岳（東京芸大彫刻科出身）は長男

## 参照
- 釋永由紀夫 公式サイト